# Maladzečna
Maladzečna (bělorusky Маладзечна, rusky Молодечно – Moloděčno, polsky Mołodeczno) je město v Minské oblasti v Bělorusku. 1. 1. 2024 mělo 89 068 obyvatel.

## Poloha a doprava
Maladzečna leží na řece Uše, přítoku Viliji v povodí Klajpedy. Je vzdálena přibližně 73 kilometrů severozápadně od Minsku, hlavního města státu. Maladzečna je železničním uzlem.